# Tillandsia ionantha
Tillandsia ionantha Planch. è una pianta epifita appartenente alla famiglia delle Bromeliacee.

## Distribuzione e habitat
La specie è diffusa in Messico e America centrale.